# Émilie Cazenave
Pour les articles homonymes, voir Cazenave.
Émilie Cazenave est une actrice française, née le 13 décembre 1981 à Castres.

## Biographie

### Origines
Émilie Cazenave naît le 13 décembre 1981 à Castres,.

### Débuts et carrière
Émilie Cazenave fait ses débuts au théâtre très jeune : à l'âge de 8 ans, elle intègre la troupe d'enfants acteurs de José Lémius à l'école d'art dramatique de Castres.
En 2000, elle rentre à l'école du théâtre national de Chaillot, puis au studio-théâtre d'Asnières en 2002. Elle décroche plusieurs rôles, dont le rôle principal dans la pièce Occupe-toi d'Amélie, grâce auquel elle est nommée dans la catégorie révélation théâtrale lors de la Nuit des Molières 2006.

## Théâtre
- 2003 : L'Opéra de quat'sous de Bertolt Brecht
- 2003-2004 : Follement gai
- 2005 : Le Médecin malgré lui de Molière
- 2005 : Occupe-toi d'Amélie de Georges Feydeau, mise en scène Jean-Louis Martin-Barbaz, théâtre Silvia-Monfort
- 2007 : La Cerisaie d'Anton Tchekhov, mise en scène Jean-Louis Martin-Barbaz
- 2008 : Mon Copperfield de Dominique Sarrazin, théâtre du Nord
- 2009 : À voir absolument de Frédéric Tokarz, mise en scène Nicolas Lartigue, théâtre des Mathurins
- 2009 : La Nuit des rois de William Shakespeare, mise en scène Nicolas Briançon, Festival d'Anjou, théâtre Comédia
- 2011-2012 : L'Échange de Paul Claudel, mise en scène Valérie Castel-Jordy, théâtre de Chatillon, Avignon 2014
- 2013-2014 : Love&Money de Denis Kelly, mise en scène Benoît Seguin, théâtre 13
- 2014-2015 : Angèle de Marcel Pagnol, mise en scène Yves Pignot, tournée
- 2015 : Angels In America de Tony Kuschner, mise en scène Aurélie Van Den Daele, théâtre de l'Aquarium
- 2016 : L'Irrésisible Ascension de monsieur Toudoux, mise en scène Dimitri Klonckenbring, théâtre 13
- 2016 : À quand la mer ?, texte et mise en scène Manuel Durand
- 2017 : Le Voyage de Benjamin, mise en scène Brigitte Jacques, théâtre de la Ville
- 2018 : L’Absence de guerre, mise en scène Aurélie Van Den Daele, théâtre de l’Aquarium et tournée
- 2023-2024 : Daddy de Marion Siéfert, mis en scène par l'auteur, Odéon-théâtre de l'Europe et tournée

## Filmographie

### Cinéma
- 2001 : Lettres d'Algérie d'Azize Kabouche
- 2008 : Leur morale... et la nôtre de Florence Quentin
- 2011 : La Fille du puisatier de Daniel Auteuil
- 2013 : 16 ans ou presque de Tristan Séguéla
- 2016 : Ils sont partout d'Yvan Attal
- 2018 : Photo de famille de Cécilia Rouaud
- 2023 : Les Complices de Cécilia Rouaud

### Télévision et court métrage
- 2006 : Avocats et Associés (1 épisode)
- 2007 : Sur le fil de Bruno Garcia
- 2008 : Dos à dos de Camille Bialestowski
- 2010 : There is a War de Olivier Laneurie
- 2022 : Loulou de l'Atelier Cinéma du Lycée Bergson - Jacquard

### Autre
- 2022 : Publicité « le drive Intermarché » réalisée par Rudi Rosenberg, musique Confidence pour confidence de Jean Schultheis

## Distinctions
- Molières 2006 : nomination au Molière de la révélation théâtrale pour Occupe-toi d'Amélie